# Palliatus mirabilis
Palliatus mirabilis is een microscopische parasiet uit de familie Sphaerosporidae. Palliatus mirabilis werd in 1979 beschreven door Shulman, Kovaljova & Dubina. 